# 葉顒 (明朝)
葉顒（14世紀—15世紀），字伯愷，浙江金華府金華縣坦溪人，明朝政治人物。

## 生平
葉顒是洪武二十六年（1393年）的舉人，二十七年（1394年）成進士，獲授行人司副，不久遭免職，回鄉後授徒為生，徒弟甚多。

## 引用
1. 1 2  光緒《金華縣志·卷九·志人物第四》：葉顒，字伯愷，坦溪人，通五經，洪武二十七年進士，官行人司副，後免官，家居授徒甚眾。 舊志
2. ↑  光緒《金華縣志·卷六·志人物第三》：（洪武）二十六年癸酉（舉人）……葉顒 二十七年甲戌張信榜……葉顒 行人司副